# Амарал, Тарсила ду
Тарсила ду Амарал (порт.-браз. Tarsila do Amaral; 1 сентября 1886, Капивари — 17 января 1973, Сан-Паулу) — бразильская художница, одна из главных фигур бразильского модернизма.

## Биография
Родилась в родительской усадьбе, в богатой семье землевладельцев и хозяев кофейных плантаций. Училась и впервые почувствовала тягу к живописи в Барселоне, куда в юности приехала вместе с родителями. С 1916 училась в Сан-Паулу ваянию, а затем живописи и рисунку. Слишком консервативные преподаватели её не удовлетворяли, и в 1920 она переехала в Париж, поступила в Академию Жюлиана. В 1922 участвовала в групповой выставке в Париже.
Вернувшись в Сан-Паулу в 1922, сблизилась с бразильскими писателями и художниками-модернистами — Анитой Малфатти, Марио де Андраде, Освалдом де Андраде, Менотти дель Пиккья. Они образовали группу Пятеро, ставшую центром и движущей силой бразильского модернизма.
В 1923 художница ненадолго вернулась в Париж, брала уроки у Альбера Глеза, Андре Лота, Фернана Леже. Интерес её французских учителей к архаике и примитивизму подтолкнул художницу обратиться к бразильским народным традициям.
По возвращении на родину, вместе с Освалдом де Андраде много ездила по Бразилии, изучая местные традиции и народные ремесла. Иллюстрировала книги Андраде. В 1926 они поженились. Супруги путешествовали по Европе и Ближнему Востоку. В том же 1926 у Тарсилы ду Амарал состоялась в парижской галерее Персье первая персональная выставка. Она сблизилась с сюрреалистами. Вместе с мужем развивала своеобразную философию антропофагии — понимание Бразилии как поздней культуры, «питающейся» культурами-предшественницами, от архаических афроамериканских до новейших европейских (см. Антропофагический манифест). Основой для неё послужила картина Амарал — «Абапору». В 1929 персональные выставки художницы прошли в Рио-де-Жанейро и Сан-Паулу, она участвовала в коллективных выставках в Нью-Йорке и Париже. В 1930 брак Тарсилы ду Амарал и Освалда де Андраде распался, и Андраде женился на писательнице и журналистке Пагу.
В 1931 художница посетила СССР, выставлялась в ГМНЗИ в Москве, ездила по стране. Вернувшись на родину в 1932, примкнула к левым силам в их противостоянии диктаторскому режиму Жетулиу Варгаса, включая Конституционалистскую революцию. Была арестована, месяц провела в тюрьме. Обратилась к социальной тематике. С 1938 постоянно жила в Сан-Паулу.
Участвовала в первых биеннале в Сан-Паулу, в Венецианской биеннале (1964)
Похоронена на кладбище Консоласан в г. Сан-Паулу.

## Тексты
- Crônicas e outros escritos de Tarsila do Amaral/ Laura Taddei Brandini, ed. Campinas: Ed. da UNICAMP, 2008

## Наследие
Картины и рисунки Тарсилы ду Амарал хранятся во многих частных коллекциях и музеях мира, включая Эрмитаж.
В декабре 2020 года полотно «A Caipirinha» (1923 год) из коллекции бизнесмена Салима Тауфика Шахина было по решению суда выставлено на аукцион и продано $11,2 млн, что делает картину одним из самых дорогих произведений латиноамериканского изобразительного искусства.
В августе 2022 года у похитителей изъята картина «Заходящее солнце» (1929 года), она оценивается в $58,6 млн.